# مقاطعة ناكا (كاناغاوا)
ناكا (باليابانية: 中郡 ناكا-غون) هي مقاطعة يابانية تقع في محافظة كاناغاوا، اليابان. تبلغ مساحتها 26.26 كم مربع، وبلغ تعداد سكان المقاطعة في عام 2008 62,422 نسمة، وكثافة السكان 2380 نسمة لكل كم مربع.

## البلدات والقرى
- نينوميا
- أويسو